# Järnvägsrestaurang

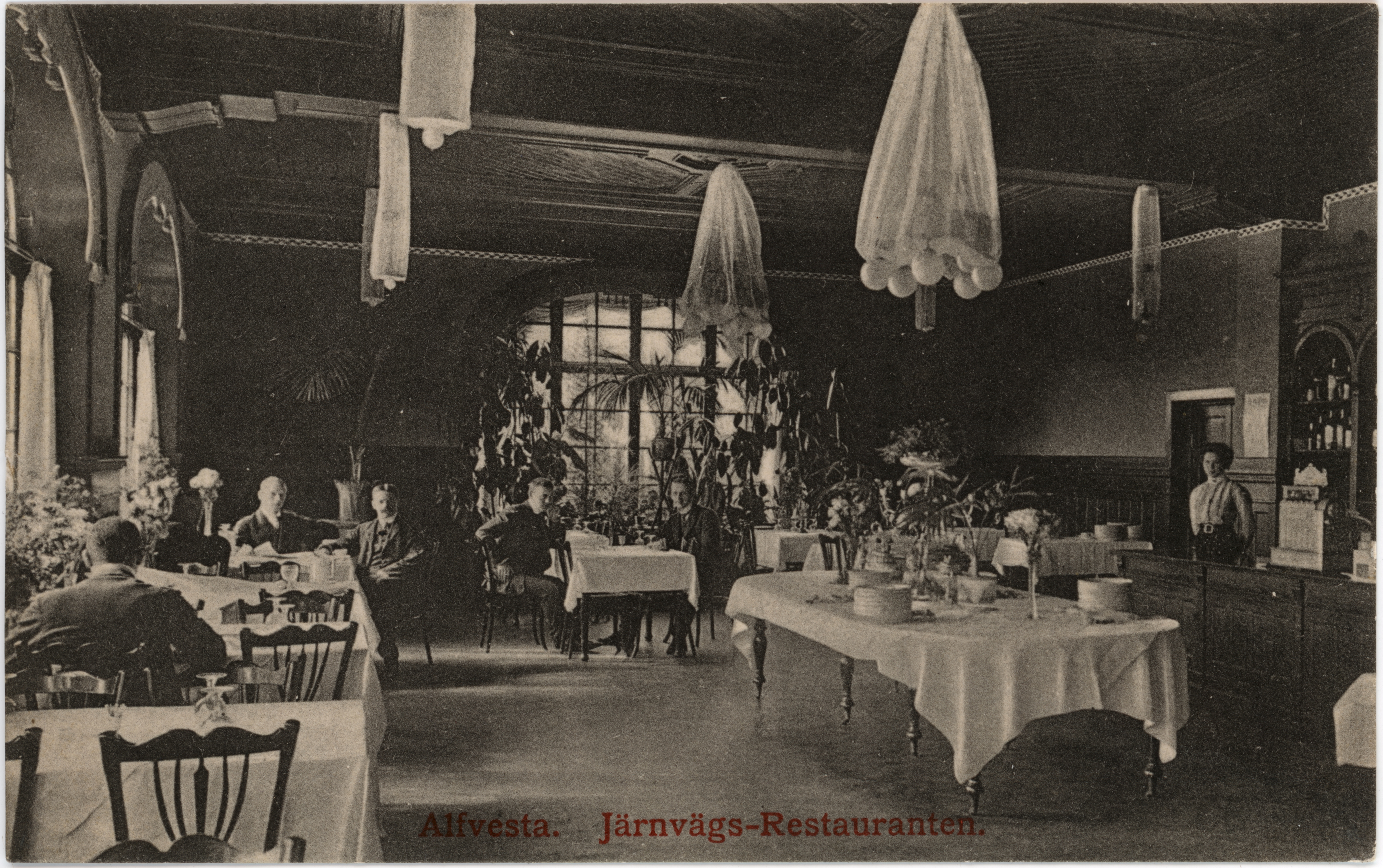
Alvesta järnvägsrestaurang.

Järnvägsrestaurang var en restaurang vid järnvägsstationer längs stambanorna i Sverige. Senare infördes istället restaurangvagnar på tågen. De flesta järnvägsrestaurangerna ägdes av privatpersoner, men några ägdes av SJ.

## Järnvägsrestauranger ägda av SJ
SJ ägde tre järnvägsrestauranger i Gnesta, Charlottenberg och Alvesta.